# 2Cellos
2Cellos (stiliserat 2CΞLLOS) är en kroatisk klassiskt skolad cello-duo bestående av cellisterna Luka Šulić och Stjepan Hauser. Duon slog igenom år 2011 sedan de publicerat en cover av låten Smooth Criminal av Michael Jackson på YouTube. De uppträder internationellt och spelar i huvudsak instrumentala covers av välkända pop- och rocklåtar. 2Cellos har bland annat framträtt i flera amerikanska TV-program, däribland Glee och The Bachelor.

## Bakgrund
Den kroatiska musikgruppen består av Šulić född år 1987 i Maribor och Hauser född år 1986 i Pula i dåvarande Jugoslavien. De båda är utbildade i klassisk musik och träffades som tonåringar under en master class. Šulić har studerat vid Universitetet i Zagrebs musikakademi och senare även i Wien i Österrike och vid Royal Academy of Music i London. Hauser har studerat vid bland annat Trinity College London och Royal Northern College of Music.
Duon blev känd sedan de år 2011 låtit publicera en cover av låten Smooth Criminal på YouTube. Skapandet av videon föranleddes av finansiella svårigheter och tillkom på förslag av en av Hausers vänner, en regissör, i Pula. Musikvideor publicerades den 20 januari 2011 och hade i april samma år setts tio miljoner gånger. Innan videons tillkomst och duons samarbete var de båda konkurrenter som tävlande mot varandra i olika musiktävlingar.

## Diskografi

### Album
- 2011 – 2Cellos
- 2013 – In2ition
- 2015 – Celloverse
- 2017 – Score
- 2018 – Let There Be Cello